# 完者
完者（？—1323年），元朝大臣，畏兀儿人，又作完泽。陕西行省平章政事叶仙鼐之子。
元武宗时，爱育黎拔力八达为太子，完者为太子詹事。至大元年（1311年），爱育黎拔力八达即位为元仁宗，任中书平章政事。和李孟奏请擢用儒生任国学、翰林、儒学提举等职。皇庆二年（1313年），由宣徽院使改任知枢密院事。延祐四年（1317年），出任云南行省平章政事。元英宗至治三年（1323年）八月，他和御史大夫铁失等人在南坡（今内蒙古自治区正蓝旗东）刺杀元英宗和丞相拜住。他和知枢密院事也先铁木儿等奉皇帝玺绶，迎接晋王也孙铁木儿为皇帝，即元泰定帝。他被任命为知枢密院事。十月，以弑杀英宗谋逆之罪被处决。